# Melitomella grisescens
Melitomella grisescens är en biart som först beskrevs av Adolpho Ducke 1907.  Melitomella grisescens ingår i släktet Melitomella och familjen långtungebin. Inga underarter finns listade i Catalogue of Life.